# Färs domsaga
Färs domsaga  var mellan 1877 och 1 juli 1967 en domsaga i Malmöhus län som ingick i domkretsen för Hovrätten över Skåne och Blekinge.
Domsagan bildades 1877 genom delning av Frosta och Färs häraders domsaga och uppgick 1 juli 1967 i Ystads domsaga.

## Tingslag
- Färs tingslag

## Häradshövdingar
- 1877–1901 Jakob Viktor Anderberg
- 1902–1935 Fredrik Ahlgren
- 1935–1959 Knut Siggesson Ulfsparre
- 1959–1966 Erik Lennart Falk (tillförordnad)